# Milew
Milew [pronunciación en polaco: /ˈmilɛf/] es un pueblo ubicado en el distrito administrativo de Gmina Kałuszyn, dentro del Condado de Mińsk, Voivodato de Mazovia, en el este de Polonia central. Se encuentra aproximadamente a 10 kilómetros al este de Kałuszyn, a 27 kilómetros al este de Mińsk Mazowiecki, y a 65 kilómetros al este de Varsovia.